# Montrose County
Montrose County is een county in de Amerikaanse staat Colorado.
De county heeft een landoppervlakte van 5.803 km² en telt 33.432 inwoners (volkstelling 2000). De hoofdplaats is Montrose.

## Bevolkingsontwikkeling

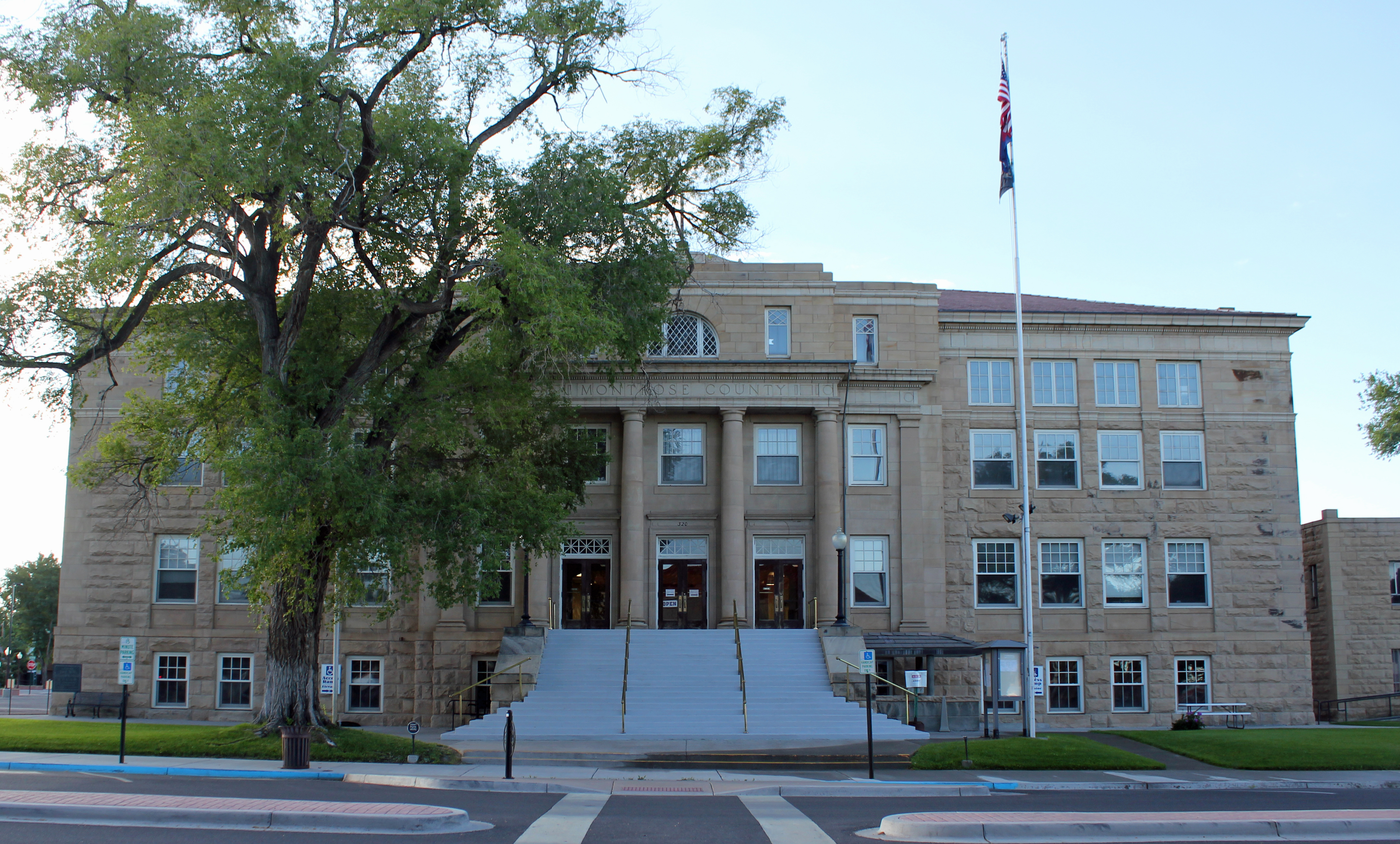
Montrose County Courthouse